# Svetišče Kasuga
Veliko svetišče Kasuga (japonsko 春日大社, latinizirano: Kasuga-taisha) je šintoistično svetišče v Nari v prefekturi Nara na Japonskem. Gre za svetišče družine Fudživara, ustanovljeno leta 768 n. št. in večkrat prezidano skozi stoletja. Notranjost je znana po številnih bronastih lučeh, pa tudi po številnih kamnitih lučeh, ki vodijo do svetišča.
Arhitekturni slog kasuga-zukuri je dobil ime po hondenu (osrednjem prostoru) svetišča Kasuga. Tori v Kasuga-taišu so eni najstarejših v šintoizmu in so pomagali vplivati na slog torijev, ki ga vidimo po večjem delu Japonske. Svetišče Kasuga in pragozd Kasugajama v njegovi bližini sta vpisana na seznam Unescove svetovne dediščine kot del zgodovinskih spomenikov starodavne Nare.
Pot do svetišča Kasuga poteka skozi park jelenov. V parku se jeleni lahko prosto sprehajajo in po verovanju so sveti glasniki šintoističnih bogov, ki naseljujejo svetišče in okoliško gorsko pokrajino. Svetišče Kasuga in jelen sta bila predstavljena na več slikah in umetniških delih obdobja Nambokučo. Na poti se vrsti več kot tri tisoč kamnitih svetilk. Botanični vrt Man'jo meji na svetišče.

## Zgodovina

### Izvor
Rojstvo tega svetišča se je po legendi začelo, ko je prvi kami Kasuga-taiša, Takemikazuči, jahal na hrbtu belega jelena na vrh gore Mikasa leta 768 n. št. Ta kami naj bi odpotoval iz svetišča Kašima Džingu, da bi zaščitil Naro. Lokacija svetišča je bila prvič naklonjena cesarski vladi v obdobju Heian zaradi moči družine Fudživara in cesarice Šotoku.
Od leta 1871 do 1946 je bilo svetišče Kasuga uradno označeno kot eno od Kanpei-taiša (官幣大社), kar pomeni, da je bilo na prvem mestu med svetišči, ki jih podpira vlada.

## Verski pomen
Štirje glavni kamiji, zapisani tukaj, so Ame no kojane, Himegami, Fucunuši no mikoto in Takemikazuči no mikoto. Čeprav so to primarna božanska bitja Kasuga taiša, jih pogosto združujejo kot sinkretično, kombinirano božanstvo, znano kot Kasuga Daimjōdžin. Kasuga Daimjōdžin je sestavljen iz petih božanskih bitij, od katerih je vsako sestavljeno iz budističnega božanstva in dvojnika šintoističnega kamija. Peto božanstvo, Ame no ošikumone, je bilo dodano veliko pozneje in naj bi bilo božanski otrok Ame no kojane in Himegamija. Pomen večplastnega kamija je bil v tem, da je postal vzorec za bodoče častilce, ki so želeli združiti več božanstev za molitev hkrati.

## Arhitektura
Arhitekturni slog Kasuga-taiša izhaja iz imena njegove glavne dvorane (honden – Glavna dvorana), znane kot kasuga-zukuri. Kompleks svetišča je zaščiten s štirimi križnimi hodniki in vsebuje glavno svetišče, zakladnico, več različnih dvoran in velika vrata. En lep vidik tega svetišča so številne glicinije (kitajska visterija – wisteria sinensis), znane kot Sunazuri-no-Fudži, ki cvetijo konec aprila in v začetku maja. To svetišče je tudi dom več kot 3000 luči, ki so izdelane iz kamna ali brona. Njim je posvečena celotna dvorana Fudžinami-no-ja, vendar luči prižgejo le med festivaloma Secubun Mantoro in Čugen Mantoro.
Vsak od štirih glavnih kamijev ima posvečeno svetišče, ki je vsak v istem arhitekturnem slogu. Zanje so značilne poševne dvokapne strehe, pravokotna struktura, kacuogi (okrasna bruna) in čigi (razcepljene strešne konstrukcije). Prva ustanovljena dvorana je posvečena Takemikazuči no mikotu (bog groma), druga Fucunuši no mikotu (bojevniški bog), tretja Amenokojane no mikotu (bog prednikov klana Nakatomi), zadnja dvorana pa je pripisana soprogu Himegami. Zunaj glavnega svetišča leži več pomožnih svetišč, ki so posvečena manjšim kamijem. Eden je dodeljen Cunofuri no kami, ki je splošno znan kot svetišče Cubakimoto Džindža ali Kajabusa Mjojin. Svetišče Kasenomija Džindža se pripisuje Šinacuhiko no mikoto in Šinacuhime, ki sta kamija vetrov. Svetišče Vakamija Džindža, ustanovljeno leta 1135 n. št., je eno vidnejših pomožnih svetišč, saj hrani kogami ali kamija potomca, imenovanega Ame no Ošikumono no mikoto. Primarno čaščenje tukaj se vrti okoli maščevalnih bogov in mrtvih in je lokacija festivala Kasuga Vakamija.
Hiša zakladov v tem svetišču vsebuje na stotine nacionalnih zakladov, pa tudi številnih drugih kulturnih dobrin, od katerih je večina iz obdobja Heian. Nekateri najbolj omembe vredni predmeti, ki so tukaj, so okrašeni taiko bobni, ki so se uporabljali v gagakuju (vrsta japonske klasične glasbe, ki se je v zgodovini uporabljala za cesarsko dvorno glasbo in plese) iz obdobja Kamakura, puščice s kristalnimi piščalkami iz obdobja Heian in bronasta ogledala iz obdobij Heian in Nanboku-čo.

## Praznovanja
Med festivaloma Secubun Mantoro (3. februar) in Čugen Mantoro (14.–15. avgust) se naenkrat prižge tri tisoč luči. Secubun Mantoro se nanaša na praznovanje sezonskega prehoda iz zime v pomlad, medtem ko se Čugen Mantoro nanaša na prehod poletja v jesen. Oba potekata zaradi praznovanja praznikov Obon in Secubun v japonski kulturi. V Velikem svetišču Kasuga je videti ljudi, kako pišejo svoje želje na ema (majhne lesene ploščice v katere šintoistični in budistični častilci pišejo molitve ali želje), preden jih prižgejo med obema festivaloma. Poleg tega pravijo, da bo metanje suhega fižola v teh časih preprečilo nesrečo v prihodnosti.
13. marec je Kasuga Macuri, lokalni festival, ki vključuje plesa gagaku in bugaku (dvorni ples in glasba). Šinto ženske izvajajo tradicionalne japonske plese Jamato-mai, ki segajo v obdobja Heian in Nara. Ta festival je tudi praznovanje konj, ki je sestavljeno iz parade »svetega« konja po ulicah. Videti je ljudi, oblečene v tradicionalne noše iz obdobij Heian do Edo, in prikazujejo pristne plese kagura z glasbo dengaku.
Festival Kasuga Vakamija vsako leto poteka v svetišču Vakamija Džindža od 15. do 18. decembra. Glavni cilj tega srečanja je bil preprečiti bolezni in hkrati spodbuditi novo rast za pomlad. Tako kot Kasuga Macuri si lahko spremljevalci ogledajo predstave kagura skupaj s procesijo v tradicionalnih oblačilih.

## Pragozd Kasugajama
Pragozd Kasugajama je pragozd s približno 250 hektarji blizu vrha Kasugajame (498 metrov) in vsebuje 175 vrst dreves, 60 vrst ptic in 1180 vrst žuželk. Na tem območju v bližini velikega svetišča Kasuga sta lov in sečnja prepovedana od leta 841. Ker je Kasugajama že dolgo povezana s čaščenjem velikega svetišča Kasuga, velja za sveti hrib. Gozdno ozadje današnjih stavb velikega svetišča Kasuga je nespremenjeno od obdobja Nara.

## Galerija
- Čakutoden
- Kurumajadori
- Minamimon
- Sakadono
- Heiden, Buden
- Keišoden
- Manjša enklava
- Luči
- Hodniki v kompleksu svetišča